# Саутбридж (Массачусетс)
Саутбридж (англ. Southbridge) — місто (англ. city) в США, в окрузі Вустер штату Массачусетс. Населення — 17 740 осіб (2020).

## Географія
Саутбридж розташований за координатами 42°3′35″ пн. ш. 72°2′3″ зх. д. / 42.05972° пн. ш. 72.03417° зх. д. (42.059669, -72.034040).  За даними Бюро перепису населення США в 2010 році місто мало площу 54,14 км², з яких 52,51 км² — суходіл та 1,63 км² — водойми.

## Демографія
Згідно з переписом 2010 року, у місті мешкало 16 719 осіб у 6866 домогосподарствах у складі 4269 родин. Густота населення становила 309 осіб/км².  Було 7527 помешкань (139/км²).
Расовий склад населення:
| - 81,2 % — білих - 2,6 % — чорних або афроамериканців - 1,9 % — азіатів - 0,5 % — корінних американців - 10,9 % — осіб інших рас |

До двох чи більше рас належало 2,9 %. Частка іспаномовних становила 26,6 % від усіх жителів.
За віковим діапазоном населення розподілялося таким чином: 23,1 % — особи молодші 18 років, 63,2 % — особи у віці 18—64 років, 13,7 % — особи у віці 65 років та старші. Медіана віку мешканця становила 38,3 року. На 100 осіб жіночої статі у місті припадало 93,1 чоловіків;  на 100 жінок у віці від 18 років та старших — 89,5 чоловіків також старших 18 років.
Середній дохід на одне домашнє господарство  становив 55 984 долари США (медіана — 43 870), а середній дохід на одну сім'ю — 65 443 долари (медіана — 55 744). Медіана доходів становила 44 633 долари для чоловіків та 32 885 доларів для жінок. За межею бідності перебувало 16,9 % осіб, у тому числі 23,5 % дітей у віці до 18 років та 13,6 % осіб у віці 65 років та старших.
Цивільне працевлаштоване населення становило 7858 осіб. Основні галузі зайнятості: освіта, охорона здоров'я та соціальна допомога — 26,8 %, виробництво — 22,0 %, роздрібна торгівля — 11,4 %, мистецтво, розваги та відпочинок — 9,2 %.